# Aage Elmquist
Aage Ludvig Holberg Elmquist, né le 18 mai 1888 à Aalborg (Danemark) et mort le 20 septembre 1962 à Svendborg (Danemark), est un homme politique danois membre du parti Venstre, ancien ministre et ancien député au Parlement (le Folketing).

## Décoration
- Commandeur de l'ordre du Dannebrog